# آلان عطالله
آلان عطالله (انگلیسی: Alain Attalah؛ زادهٔ ۵ اکتبر ۱۹۶۴) بازیکن بسکتبال اهل مصر بود.